# 階乗冪
数学、とくに離散数学の各分野における階乗冪（かいじょうべき、英: factorial power) は、冪乗によく似た演算だが、階乗のように因子が 1 ずつずれていく。階乗冪には下降階乗冪 (falling factorial) と上昇階乗冪 (rising factorial) とがある。また、両方向へずらしながら積をとる類似の概念に、中心階乗冪 (central factorial) がある。
階乗冪は冪あるいは冪函数の類似であり、特殊函数論あるいは組合せ論に広く応用を持つ。

## 定義
以下、x は必ずしも自然数でない実または複素数数値の変数（あるいはより一般の環の元でもよい）とし、n は自然数とする。
上昇階乗冪
x を底とする上昇 n-乗とは
{\displaystyle x(x+1)(x+2)\dotsb (x+n-1)=\prod _{k=1}^{n}(x+k-1)}
なる n-項の積を言う。
下降階乗冪
x を底とする下降 n-乗とは
{\displaystyle x(x-1)(x-2)\dotsb (x-n+1)=\prod _{k=1}^{n}(x-k+1)}
なる n-項の積を言う。
これらは何れも、底 x を変数と見れば x を不定元とする整数係数多項式となることに注意する。展開の係数はスターリング数で与えられる（後述）。またこれら底 x を変数とする階乗冪は様々な意味で冪函数に相当する。

### 記法について
- 特殊函数論でしばしば用いられるポッホハマー記号[* 3]は、下降階乗冪を (x)n で、上昇階乗冪を x(n) あるいは (x)(n) で表す[3]。また、(x)±
n と書くこともある[* 4]。
- Graham, Knuth & Patashnik (1988) による、組合せ論でしばしば用いられる記号法では xn が下降階乗冪、xn が上昇階乗冪を表す。
- 組合せ論における k-順列の総数 nPk = P(n, k) は下降階乗冪（n の下降 k-乗）である。

{\displaystyle (x)_{n}=(x)_{n}^{-}=x^{\underline {n}}=\prod _{k=1}^{n}(x-k+1),}
{\displaystyle (x)^{(n)}=(x)_{n}^{+}=x^{\overline {n}}=\prod _{k=1}^{n}(x+k-1).}
また、自然数 n, k に対して
{\displaystyle (n)_{k}=n^{\underline {k}}={}_{n}P_{k}={\frac {n!}{(n-k)!}},}
{\displaystyle n^{(k)}=n^{\overline {k}}={\frac {(n+k-1)!}{(n-1)!}}}
と書くことができる。ここで感嘆符 "!" は階乗を表す。

### 実または複素「冪」
x および x + n が負の整数でないとき、階乗の代わりにその補間函数であるガンマ函数を用いれば階乗冪の指数 n は任意の実数（あるいは複素数）とすることができる。具体的には次のようになる。
{\displaystyle x^{\underline {n}}={\frac {\Gamma (x+1)}{\Gamma (x-n+1)}}=(-1)^{n}\,{\frac {\Gamma (-x+n)}{\Gamma (-x)}}}
{\displaystyle x^{\overline {n}}={\frac {\Gamma (x+n)}{\Gamma (x)}}=(-1)^{n}\,{\frac {\Gamma (-x+1)}{\Gamma (-x-n+1)}}}
特に上記二式の右辺の式は x が負の整数の場合に特に有効である。
ふたつの実数 a および x について、a と a + x が負の整数でないとき、定数 a を底とし、指数 x を変数とする階乗冪 (a)±
x は（階乗冪を冪の類似と見做すならば）指数函数の類似である。

## 組合せ論的解釈
n, k は自然数とする。n-元の集合から k-部分集合を選び出す k-順列の総数は下降階乗冪 xk である。同じく k-組合せの総数は二項係数であったから
{\displaystyle {\binom {n}{k}}={\frac {n^{\underline {k}}}{k!}}}
なる関係式を得る。これは
{\displaystyle {\binom {n+k-1}{k}}={\frac {n^{\overline {k}}}{k!}}}
とも書ける。

## 性質

### 計算規則
空積の規約により
{\displaystyle x^{\underline {0}}=x^{\overline {0}}=1}
と定める。ただし、x が 0 の場合には 0 の 0-乗（これもまた空積である）の扱いに準じる（定義しないとするか、しばしば 1 と定める）。
下降階乗冪と上昇階乗冪の間に関係
{\displaystyle x^{\underline {n}}=(-1)^{n}(-x)^{\overline {n}},}
{\displaystyle x^{\overline {n}}=(-1)^{n}(-x)^{\underline {n}}}
が成り立つ。

### 多項式基底と変換係数
上昇階乗冪 xn (n = 1, 2, 3, …) および下降階乗冪xn (n = 1, 2, 3, …) はそれぞれ、x を変数とする多項式とみるとき多項式環の基底になる。標準基底 xn (n = 1, 2, 3, …) との基底変換は以下のように与えられる:
{\displaystyle x^{\underline {n}}=\sum _{k=0}^{n}(-1)^{n+k}\left[{n \atop k}\right]\,x^{k},}
{\displaystyle x^{n}=\sum _{k=0}^{n}\left\{{n \atop k}\right\}\,x^{\underline {k}}.}
ただし、{\displaystyle \textstyle \left[{n \atop k}\right]} は第一種スターリング数、{\displaystyle \textstyle \left\{{n \atop k}\right\}} は第二種スターリング数である。
同様に、上昇階乗冪と通常の冪には次の関係がある。
{\displaystyle x^{\overline {n}}=\sum _{k=0}^{n}\left[{n \atop k}\right]\,x^{k},}
{\displaystyle x^{n}=\sum _{k=0}^{n}(-1)^{n+k}\left\{{n \atop k}\right\}\,x^{\overline {k}}.}

### 二項型の関係式
上昇（または下降）階乗冪全体の成す多項式列は二項型である。即ち
{\displaystyle (a+b)^{\underline {n}}=\sum _{k=0}^{n}{\binom {n}{k}}a^{\underline {k}}\,b^{\underline {n-k}},}
{\displaystyle (a+b)^{\overline {n}}=\sum _{k=0}^{n}{\binom {n}{k}}a^{\overline {k}}\,b^{\overline {n-k}}}
あるいはこれらをまとめて
{\displaystyle (a+b)_{n}^{\pm }=\sum _{k=0}^{n}{n \choose j}(a)_{k}^{\pm }(b)_{n-k}^{\pm }}
が成り立つ。上昇階乗冪に対するものは、ヴァンデルモンドの畳み込みと呼ばれる。

### 結合係数
下降階乗冪は多項式環の基底を成す。これは下降階乗冪の線型結合同士の積が再び下降階乗冪の線型結合となることを意味し、それは以下を確かめれば十分である:
{\displaystyle x^{\underline {m}}\,x^{\underline {n}}=\sum _{k=0}^{m}{m \choose k}{n \choose k}k!\,x^{\underline {m+n-k}}.}
右辺に現れる各項の係数
{\displaystyle {m \choose k}{n \choose k}k!}
をこの積における結合定数 (connection coefficient) と総称する。この定数は組合せ論的に、m-元集合と n-元集合の非交和から選んだ k-組合せの総数と解釈することができる。

### 指数法則
指数法則に似た次の法則が下降階乗冪、上昇階乗冪に成り立つ。
{\displaystyle {\begin{aligned}x^{\underline {m+n}}&=x^{\underline {m}}\,(x-m)^{\underline {n}}\\x^{\overline {m+n}}&=x^{\overline {m}}\,(x+m)^{\overline {n}}\end{aligned}}\quad ({\text{or }}(x)_{m+n}^{\mp }=(x)_{m}^{\mp }(x\mp m)_{n})}
これを用いて、負数の下降階乗冪、上昇階乗冪を定義することもできる。
また、次のような関係もある
{\displaystyle {\frac {x^{\overline {n}}}{x^{\overline {m}}}}={\begin{cases}(x+m)^{\overline {n-m}}&(n>m),\\[5pt]{\dfrac {1}{(x+m)^{\overline {m-n}}}}&(m>n)\end{cases}}}

### 和の公式
以下 m, n, k は自然数とし、第 k-項が k の上昇 m-乗であるような数列の和を考える。上昇階乗冪とその逆数は、和の公式が次のような形で書くことができる。双方の公式とも、畳み込み級数となることを利用すれば導出できる。
{\displaystyle {\begin{aligned}&\sum _{k=1}^{n}k^{\overline {m}}={\frac {n^{\overline {m+1}}}{m+1}},\\&\sum _{k=1}^{n}{\frac {1}{k^{\overline {m+1}}}}={\frac {1}{m}}\left({\frac {1}{m!}}-{\frac {1}{(n+1)^{\overline {m}}}}\right).\end{aligned}}}

### 微分
変数 x の下降 n-乗の微分は、
{\displaystyle {\frac {d}{dx}}{x}^{\underline {n}}={x}^{\underline {n}}(H_{x}-H_{x-n})}
である。ただし、{\displaystyle H_{x}}は調和数である。
また変数 x の上昇 n-乗の微分は、
{\displaystyle {\frac {d}{dx}}{x}^{\overline {n}}={x}^{\overline {n}}(\psi (x+n)-\psi (x))}
である。ただし、{\displaystyle \psi (x)}はディガンマ関数である。
逆に、自然数 n の下降 x-乗の冪指数 x を変数とする微分は、
{\displaystyle {\frac {d}{dx}}{n}^{\underline {x}}={n}^{\underline {x}}\psi (n-x+1),}
自然数 n の上昇 x-乗の冪指数 x に関する微分は、
{\displaystyle {\frac {d}{dx}}{n}^{\overline {x}}={n}^{\overline {x}}\psi (n+x)}
となる。

## 陰計算との関係
下降階乗冪の全体および上昇階乗冪の全体はそれぞれ多項式列を成す。下降階乗冪は多項式を前進差分作用素 Δ を用いた公式（ニュートン級数展開）
{\displaystyle f(x)=\sum _{k=0}^{\infty }{\frac {\Delta ^{k}[f](a)}{k!}}~{(x-a)}^{\underline {k}}=\sum _{k=0}^{\infty }{x-a \choose k}~\Delta ^{k}[f](a)}
（微分積分学におけるテイラーの定理と形の上で類似）で表すときに現れる。この公式やほかの様々なところで、微分積分学における冪函数 xk に当たる役割を、和分差分学において下降階乗冪 xk が果たす。例えば
{\displaystyle \Delta x^{\underline {k}}=k\,x^{\underline {k-1}}}
と
{\displaystyle Dx^{k}=k\,x^{k-1}\quad (D=d/dx)}
との類似対応に注意せよ。同様の関係は、不定和分に関しても述べられるし、上昇階乗冪と後退差分を用いても得られる。
このような類似性の研究は陰計算 (umbral calculus) と呼ばれる。階乗冪を含めた上記のような関係を記述する一般論は、二項型多項式列およびシェファー列の理論に含まれる（階乗冪は二項型シェファー列である）。同様に階乗冪の母函数は陰冪数 (umbral exponential) を勘案して
{\displaystyle \sum _{n=0}^{\infty }x^{\underline {n}}{\frac {t^{n}}{n!}}=(1+t)^{x},\quad (\Delta (1+t)^{x}=t(1+t)^{x})}
で与えられる。

## 一般化
下降階乗冪を一般化するものとして、函数 f に対しその減少算術整数列上で評価した値の積を
{\displaystyle [f(x)]^{k/-h}=f(x)\cdot f(x-h)\cdot f(x-2h)\cdots f(x-(k-1)h)}
と書く。ここで −h は公差、k は因子の数を示す。同様に上昇階乗冪の一般化は
{\displaystyle [f(x)]^{k/h}=f(x)\cdot f(x+h)\cdot f(x+2h)\cdots f(x+(k-1)h)}
で与えられる。この記法の下で上昇階乗冪は [x]k/1 であり下降階乗冪は [x]k/−1 である。